# San Francisco Agricultural School
San Francisco Agriculture School är en jordbruksskola i Cerrito, Paraguay, vilken räknas till en av landets självförsörjande skolor. Skolan förfogar över 62 hektar mark, där såväl jordbruk som djurskötsel bedrivs kommersiellt. Bland djuren på skolområdet finns bland annat kor, getter, höns och grisar. Biodling bedrivs också. Skolan utbildar även inom turism och entreprenörskap överlag. Det som i synnerhet gör skolan unik, eller mycket ovanlig, är att skolan i flera år klarat sig helt utan ekonomiska bidrag utifrån. Detta tack vare den egna produktionen. 